# Saborios
Saborios oder Saborius (griechisch Σαβώριος, † 668) war ein oströmisch-byzantinischer Feldherr und Usurpator.

## Leben
Saborios war vielleicht persischer Abstammung: Sein Name ist offenbar eine griechische Version des persischen Namens Schapur, und Theophanes (A. M. 6159) nennt ihn ausdrücklich „von persischer Herkunft“ (Περσογενής), wenngleich er in der modernen Forschung zumeist als Armenier bzw. Persarmenier angesehen wird. Je nachdem, wie man den Ausdruck ὁ τῶν Ἀρμενιάκων στρατηγός bei Theophanes versteht, fungierte Saborios entweder noch als magister militum per Armeniam oder bereits als Strategos des Themas Armeniakon. 667 rebellierte er jedenfalls gegen Kaiser Konstans II., der sich zu dieser Zeit auf Sizilien aufhielt.
Die Quellen berichten relativ ausführlich über dieses Ereignis. Es ist davon auszugehen, dass in diesem Zusammenhang Theophanes, Agapios von Hierapolis sowie mehrere syrisch-christliche Chronisten auf eine gemeinsame Hauptquelle zurückgegriffen haben, wobei es sich offenbar um die heute verlorene Chronik des Theophilos von Edessa gehandelt hat.
Saborios verhandelte durch seinen Beauftragten Sergios mit dem Kalifen Muʿāwiya I. Sergios traf dabei am Kalifenhof auch Andreas an, einen kaiserlichen Botschafter. Muʿāwiya versprach schließlich Saborios militärische Unterstützung gegen Konstans II. Bevor es jedoch zu entscheidenden Kampfhandlungen kam, starb Saborios. Er hatte mit seinem Heer Melitene verlassen und sich auf den Weg nach Konstantinopel gemacht, als er bei einem Reitunfall tödlich verunglückte. Der Aufstand brach anschließend zusammen. Die arabischen Truppen griffen nicht mehr effektiv ein, wenngleich der Kalif kurzfristig von den Wirren im Reich profitieren konnte. Die Araber eroberten Amorion, das aber kurz darauf von dem erwähnten Andreas im Handstreich zurückerobert werden konnte; zuvor hatte Andreas offenbar auch den Tod des Sergios arrangiert.